# Düppel-Kaserne

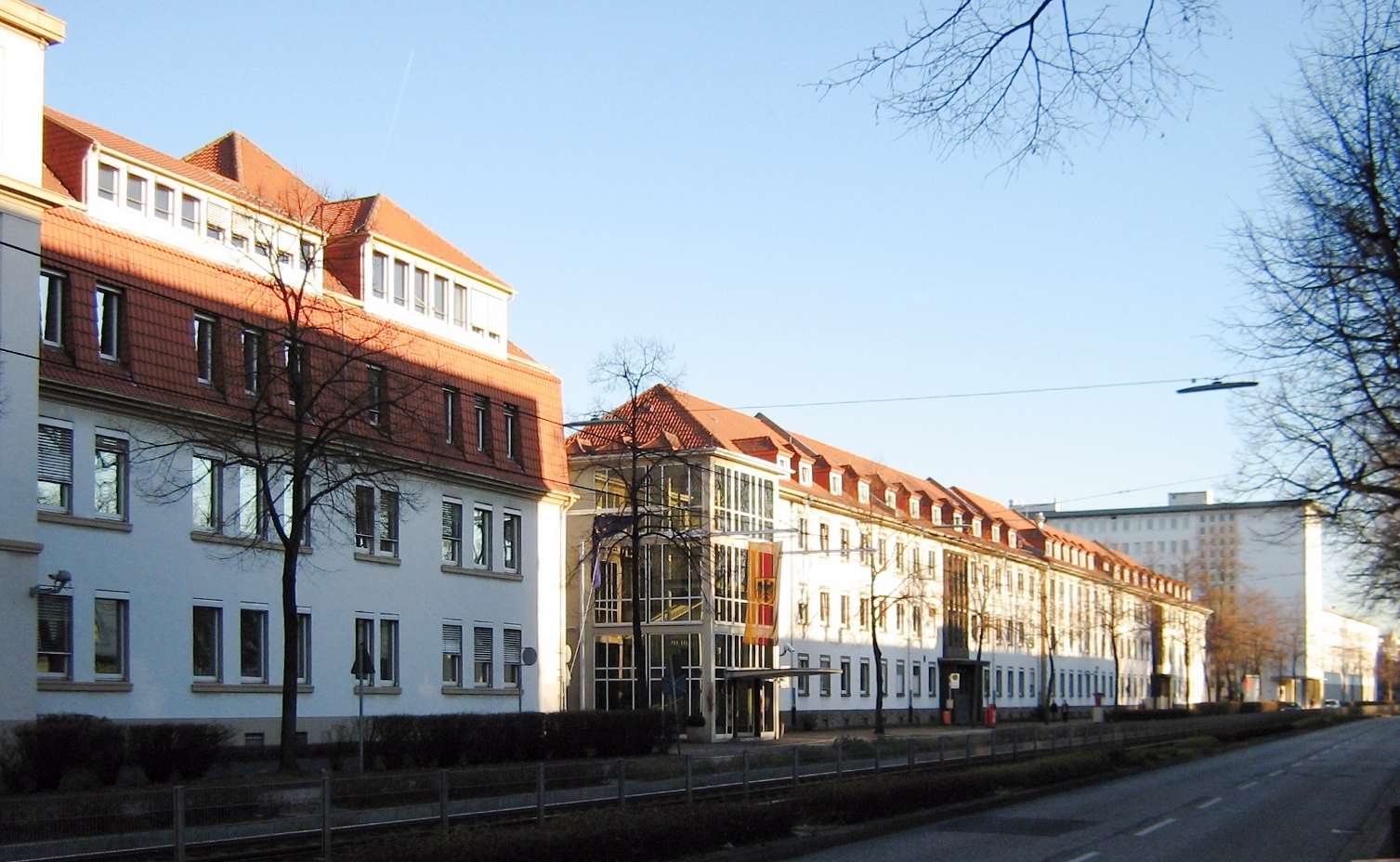
Bundesministerium des Innern in der ehemaligen Düppel-Kaserne

Die Düppel-Kaserne ist eine ehemalige Artillerie- und Infanteriekaserne im Bonner Ortsteil Bonn-Castell, die zusammen mit umliegenden Gebäuden heute vom Bundesministerium des Innern sowie weiteren Bundesbehörden genutzt wird.

## Lage
Die Liegenschaft Düppel-Kaserne liegt im Norden von Bonn-Castell an der Graurheindorfer Straße (Hausnummer 198) direkt an der A 565, die die Grenze zu Graurheindorf darstellt.

## Geschichte
Die Kaserne wurde nach der Schlacht um die Düppeler Schanzen in Dänemark im Jahre 1864 benannt. Sie wurde 1913 als letzter Kasernen-Neubau vor dem Ersten Weltkrieg begonnen. Sie war für die I. Abteilung des (3. Rheinischen) Feldartillerieregiments Nr. 83 der preußischen Armee vorgesehen, die jedoch wegen des Kriegsbeginns 1914 nicht mehr einzog. Erst 1915 wurde die Kaserne fertiggestellt. Nach 1918 wurde sie von der preußischen Landespolizei genutzt, für die 1927 ein Neubau entstand. Ab 1936 waren das I. Bataillon Infanterieregiment 77 und zeitweise die I. Abteilung des Artillerieregiments 6  der Wehrmacht hier stationiert. 1938 wurde an der Straßenfront südlich mit dem Anbau eines „Doppelmannschaftshauses“ begonnen, das aber erst nach 1949 fertiggestellt wurde.
1949 wurde die ehemalige Düppel-Kaserne mit dem später hinzugekommenen Gebäude, deren Angebot an Büroräumen die Entscheidung zugunsten von Bonn als vorläufigem Regierungssitz der Bundesrepublik Deutschland mitbeeinflusst hatte, Hauptsitz des Bundesministeriums des Innern. Ende der 1950er-Jahre ließ der Bund die verschiedenen Gebäude baulich miteinander verbinden, 1968/69 ein zwölfgeschossiges Hochhaus durch die Deutsche Bau- und Grundstücks-AG und 1977–79 durch die Bundesbaudirektion ein Kantinen- und Sitzungssaalgebäude (mit begehbarem Gründach) anbauen. Mitte der 1980er-Jahre wurde ein Erweiterungsbau fertiggestellt. Seit 1999 ist die Liegenschaft aufgrund der Verlegung des Regierungssitzes nach Berlin nur noch zweiter Dienstsitz des Bundesinnenministeriums – nach dessen Etablierung 2021 zunächst auch des Bundesministeriums für Wohnen, Stadtentwicklung und Bauwesen, das in den Jahren danach zum Robert-Schuman-Platz umzog. Außerdem sind hier die Beauftragte der Bundesregierung für Kultur und Medien, eine Außenstelle des Statistischen Bundesamts sowie das Bundesinstitut für Sportwissenschaft ansässig.

## Kunst am Bau
Auf dem Platz vor dem Kantinen- und Sitzungssaalgebäude wurden einige Werke bildender Künstler als Kunst am Bau aufgestellt, darunter 1979 als Bodenplastik vier auf der Rasenfläche verteilte Kupferplatten von Erich Reusch sowie 1982 die Bronzeplastik Hellas VIII/66 (Königsfigur) (1966/78) von Gerson Fehrenbach, Kubische Verwinklung (1974) von Friedrich Gräsel aus Edelstahlblech, Großes Epitaph für Zwei V/4 (1980) von Fritz Koenig aus Eisen und Mit Schleppe (1971) von Heinz-Günter Prager aus Stahl. Für den Innenhof im Eingangsbereich schuf der Bildhauer Gottfried Gruner die Wasserplastik Aquamobil (1979), die den Kreislauf des Wassers darstellen soll. Im Innern des Gebäudes befinden sich weitere 1978–79 im Zuge des Neubaus entstandene Arbeiten: eine Holzplastik von Ursula Sax, die Fünf Steinobjekte als Reliefbilder von Mary Bauermeister im Foyer, drei in die Wandvertäfelung als bleiüberzogene Reliefs eingelassene Objekte im großen Sitzungssaal (Der Dialog) von Wolf Vostell sowie die Installation Drei-Fenster-Flügel von Heinz Mack aus Aluminium und Plexiglas.
Zwei Arbeiten entstanden bereits 1955 im Rahmen von Direktvergaben an Künstler, am damaligen Eingangs- bzw. Kassenraum der Bundeshauptkasse ein Mosaik des Heidelberger Malers Willi Sohl (1906–1969) sowie im Außenbereich ein Brunnen mit einer Bärenskulptur von Fritz Melis.